# Richard Kiel
Richard Kiel (Detroit, Michigan, 13 de setembre de 1939− Fresno, Califòrnia, 10 de setembre de 2014) fou un actor estatunidenc.
El seu paper més conegut, sense dubtes va ser el de Tauró en pel·lícules de James Bond com Moonraker o L'espia que em va estimar. Allà interpretava un assassí amb mandíbules d'acer que destacava per la seva grandària, 217 cm.
Les escenes de Richard Kiel com a Jaws a les pel·lícules de James Bond sovint es rodaven amb la boca tancada o mostrant només un somriure breu i amenaçador. Això era degut al fet que la seva pròtesi dental metàl·lica era extremadament dolorosa de portar, i només podia utilitzar-la durant uns pocs minuts seguits.

## Biografia
A causa del seu físic es va veure forçat a realitzar papers prototípics, com a gàngster i personatges antagonistes com en El genet pàl·lid, o L'exprés de Xicago on interpretava a un sicari mut de dents metàl·liques (paper anterior al de Tauró en James Bond). Va començar la seva carrera com a actor en la televisió on va participar en diverses produccions, com The Twilight Zone, The Wild Wild West o Mr. Larson.
Va estar casat amb Diane Rogers i va tenir 4 fills.
Kiel va seguir relacionat amb els Videojocs de James Bond fins als seus últims dies de vida. Va interpretar novament a Jaws en GoldenEye 007 (1997) per a la Missió 8: Teotihuacan; i  per a la manera Multiplayer. Set anys més tard, en el vídeo joc James Bond 007: Everything or Nothing va reaparèixer interpretant a Jaws com secuaç de Diavol. En l'adaptació de GoldenEye 007 (videojoc de 2010) i GoldenEye 007: Reloaded (2011) apareix Jaws (amb la caracterització física de Richard Kiel) com a personatge conjugable en manera Multiplayer. A finals de 2012, Richard Kiel torna a interpretar Jaws per al videojoc commemoratiu dels 50 anys de James Bond: 007 Legends.
Va morir el 10 de setembre de 2014 en un hospital de Fresno on estava internat per haver-se trencat la cama en caure d'un cavall.

## Filmografia
Les seves pel·lícules més destacades són:

### Cinema
| Any  | Pel·lícula                                       | Paper                   | Notes               |
| ---- | ------------------------------------------------ | ----------------------- | ------------------- |
| 1961 | The Phantom Planet                               | The Solarite            |                     |
| 1962 | Eegah                                            | Eegah                   |                     |
| 1963 | 30 Minutes at Gunsight                           |                         | No surt als crèdits |
| 1963 | House of the Damned                              | Gegant                  |                     |
| 1963 | El professor guillat (The Nutty Professor)       | Paleta #1               | No surt als crèdits |
| 1964 | Roustabout                                       | Home fort               | No surt als crèdits |
| 1964 | The Nasty Rabbit                                 | Ranch Foreman           | No surt als crèdits |
| 1965 | Two on a Guillotine                              | Home alt en el funeral  |                     |
| 1965 | The Human Duplicators                            | Dr. Kolos               |                     |
| 1965 | Brainstorm                                       | Pacient del psiquiàtric | No surt als crèdits |
| 1965 | Lassie's Great Adventure                         | Chinook Pete            |                     |
| 1966 | The Las Vegas Hillbillys                         | Moose                   |                     |
| 1967 | A Man Called Dagger                              | Otto                    |                     |
| 1968 | Now You See It, Now You Don't                    | Nori                    |                     |
| 1968 | Skidoo                                           | Beany                   |                     |
| 1970 | On a Clear Day You Can See Forever               | Blacksmith              | No surt als crèdits |
| 1972 | Deadhead Miles                                   |                         |                     |
| 1974 | The Longest Yard                                 | Samson                  |                     |
| 1976 | Flash and the Firecat                            | Tracker                 |                     |
| 1976 | Gus                                              | Home alt                |                     |
| 1976 | Silver Streak                                    | Reace                   |                     |
| 1977 | L'espia que em va estimar (The Spy Who Loved Me) | Tauró                   |                     |
| 1978 | Força 10 de Navarone (Force 10 from Navarone)    | Capità Drazak           |                     |
| 1978 | They Went That-A-Way & That-A-Way                | Duke                    |                     |
| 1979 | The Humanoid                                     | Golob                   |                     |
| 1979 | Moonraker                                        | Tauró                   |                     |
| 1981 | Professor a la meva mida (So Fine)               | Eddie                   |                     |
| 1983 | Hysterical                                       | Capità Howdy            |                     |
| 1983 | Phoenix                                          | Steel Hand              |                     |
| 1984 | Aces Go Places 3                                 | Tauró                   |                     |
| 1984 | Els bojos del Cannonball 2 (Cannonball Run II)   | Arnold                  |                     |
| 1984 | Mad Mission 3: Our Man from Bond Street          | Big G                   |                     |
| 1985 | Qing bao long hu men                             | Laszlo                  |                     |
| 1985 | El genet pàl·lid (Pale Rider)                    | Club                    |                     |
| 1989 | The Princess and the Dwarf                       |                         |                     |
| 1990 | Think Big                                        | Irving                  |                     |
| 1991 | The Giant of Thunder Mountain                    | Eli Weaver              |                     |
| 1996 | Happy Gilmore                                    | Mr. Larson              |                     |
| 1999 | Inspector Gadget                                 | Tauró                   |                     |
| 2009 | The Awakened                                     | Jasper                  |                     |
| 2010 | The Corpse of Albert Cradette                    | Albert Cradette         |                     |
| 2010 | Tangled                                          | Vladamir                | Veu                 |